# Oratorio dei Santi Filippo e Giacomo (Sala Baganza)
L'oratorio dei Santi Filippo e Giacomo è un luogo di culto cattolico dalle forme barocche situato in via Abate Peroni a San Vitale Baganza, frazione di Sala Baganza, in provincia e diocesi di Parma; è sussidiario della parrocchiale di San Vitale di San Vitale Baganza e fa parte della zona pastorale della Pedemontana.

## Storia
Il luogo di culto fu edificato nel 1717 per volere della famiglia Adorni, quale oratorio privato della villa situata sull'altro lato della strada.
La proprietà fu acquistata nel 1782 dal conte Gian Battista Carpintero, il quale, già  segretario di Stato del duca Filippo di Borbone, nel 1791 fu investito dal duca Ferdinando dei feudi di San Vitale e Castellaro.
Nel corso del XIX secolo l'edificio fu sconsacrato.
In seguito alla morte dei fratelli Ferdinando e Matilde Carpintero rispettivamente nel 1875 e nel 1879, la tenuta fu ereditata dal nipote Annibale Douglas Scotti, che qualche tempo dopo la rivendette al barone Enrico Del Campo; il figlio Annibale alienò la proprietà alla famiglia Serventi, alla quale seguirono Gustavo Rossi e, intorno alla metà del XX secolo, la famiglia Luppi, che trasformò la villa in salumificio e costruì dietro all'oratorio un prosciuttificio.
Nel 1981 il piccolo tempio fu sottoposto a lavori di completo restauro, su progetto dell'architetto Leonardo Pedrelli; le opere furono concluse l'anno successivo, quando il luogo di culto fu riconsacrato e successivamente affidato alla vicina parrocchia di San Vitale.
Il 23 dicembre 2008 un terremoto colpì pesantemente la zona, provocando danni anche all'oratorio; tra il 2009 e il 2010 l'edificio fu sottoposto a lavori di restauro e di consolidamento strutturale.

## Descrizione
Il piccolo oratorio si sviluppa su una pianta centrale ottagonale, con ingresso a sud-ovest e presbiterio absidato a nord-est.
La simmetrica facciata, interamente intonacata come il resto dell'edificio, è delimitata alle estremità da due lesene; al centro è collocato il portale d'ingresso, privo di cornice e sormontato da una monofora polilobata; in sommità, un cornicione modanato corona orizzontalmente il prospetto.
All'interno l'aula, coperta da una cupola a base ottagonale, è ornata sugli spigoli con una serie di lesene doriche, a sostegno del cornicione perimetrale modanato; sui due lati principali si aprono due finestre.
Il presbiterio, lievemente sopraelevato, è preceduto dall'arco trionfale a tutto sesto; l'ambiente, chiuso superiormente da una volta a botte, accoglie nel mezzo l'altare maggiore ligneo a mensa, aggiunto intorno al 1990; ai lati si trovano due monofore. Sul fondo l'abside, coperta dal catino emisferico, accoglieva in origine la pala raffigurante la Madonna col Bambino e i santi Giuseppe e Giacomo, dipinta da Giuseppe Peroni verso il 1744 e traslata in epoca imprecisata nell'abbazia di San Giovanni Evangelista di Parma.